# Střížovice (okres Plzeň-jih)
Obec Střížovice (německy Strischowitz) se nachází v okrese Plzeň-jih, kraj Plzeňský. Žije zde 375 obyvatel.

## Historie
První písemná zmínka o obci pochází z roku 1379. Další starší historie obce není příliš známá.
V roce 1800 v obci pobývala ruská armáda a roku 1852 to byla armáda italská, konkrétně 44. pluk prince Albrechta. K roku 1880 žilo ve vesnici 476 obyvatel.
Roku 1928 byl zrušen okres Blovice a místo něj byl založen okres Plzeň-venkov, kam spadaly i Střížovice.

## Pamětihodnosti
- Pamětní kámen na návsi
- Keslova Lípa

## Kultura a vybavení obce
V obci se každý rok na konci května koná pouť. V roce 2002 byl založen Klub cyklistů Střížovice, který každoročně pořádá týdenní cyklistické soustředění, ať v Česku nebo mimo něj. Klub má k srpnu roku 2015 celkem 86 členů různých věkových kategorií.